# Geneviève Duhamelet
Geneviève Duhamelet (1890-1980) est une femme de lettres française. 	
Romancière, poète, biographe et essayiste, elle a été membre de la Société des écrivains normands et a été présidente d'honneur des écrivains catholiques.

## Biographie
L’Académie française lui décerne le prix d’Académie en 1937 et le prix Alice-Louis-Barthou en 1946 et 1959 pour l'ensemble de son œuvre.
Écrivain si spirituel et si délicat, écrivit d'elle Georges Desdevises du Dezert.

## Œuvres
- Les Inépousées, Paris, A. Michel, 1919, prix Montyon de l’Académie française en 1920
- Pour l'amour de l'amour, les Gémeaux, Prix Jacques-Normand en 1923
- Rue du Chien-qui-pêche, Paris, Bloud et Gay, 1925, prix Montyon de l’Académie française
- Tout feu tout flamme, 1930, prix Sobrier-Arnould de l’Académie française en 1931
- Plus vous renoncerez..., Paris, Bloud et Gay, 1933, prix Juteau-Duvigneaux de l’Académie française en 1934.
- La Vie et la Mort d'Eugénie de Guérin, 1948.
- Mademoiselle d'Airoles : fondatrice de l'U.C.S.S., 1949, prix Constant-Dauguet de l’Académie française en 1950
- La Petite Fille d'en face, 1950.
- Henri Ghéon. L’homme né de la guerre. Foyer Notre-Dame (Coll. « Convertis du XXe siècle », 1), Bruxelles 1951.
- Ernest Psichari. Le centurion. Foyer Notre-Dame (Coll. « Convertis du XXe siècle », 23), Bruxelles 1952.
- Mère Marie-Xavier, Paris, Desclée, de Brouwer, 1953, prix Juteau-Duvigneaux de l’Académie française en 1954
- Anne Frank, la petite fille de la maison du fond, 1959.
- Vie d'Eugénie de Guérin. Ed. remaniée et remise à jour par Gilberte Vezin. E.O.I.L., Paris 1984.